# David Lewis (giocatore di football americano)
David Lewis (Portland, 8 giugno 1961) è un ex giocatore di football americano statunitense che ha militato nel ruolo di tight end nella National Football League (NFL).

## Carriera
Al college Lewis giocò a football a California. Fu scelto come ventesimo assoluto nel Draft NFL 1984 dai Detroit Lions. Fu svincolato prima dell'inizio della stagione 1987 e firmò con i Miami Dolphins un mese dopo come giocatore di riserva durante lo sciopero dei giocatori. Quando i veterani fecero ritorno fu uno degli ultimi giocatori a venire svincolati. A dicembre rifirmò con i Dolphins.